# 児玉泰介
児玉 泰介（こだま たいすけ、1958年7月26日 - ）は、日本の元陸上競技選手、指導者。マラソン元日本記録保持者。

## 経歴
鹿児島県薩摩郡東郷町（現在の鹿児島県薩摩川内市）出身。私立川内実業高等学校（現れいめい高等学校）卒業後、陸上競技部があった隣県（宮崎県）の旭化成に入社。
1986年の別府大分毎日マラソンで日本歴代9位（当時）となる2時間10分34秒の好タイムで優勝。続く10月の北京国際マラソンではジュマ・イカンガー（ タンザニア）、伊藤国光らを抑え2時間7分35秒のマラソン日本最高記録（当時）をマークし優勝。この記録は1999年に犬伏孝行によって塗り替えられるまで12年間破られることはなかった。
1990年から旭化成陸上部コーチを兼任。1993年に選手としては第一線を退き、4月に三菱重工長崎マラソン部監督就任。2003年3月まで指導にあたる。翌年4月古巣旭化成に戻り、2008年3月まで陸上部女子監督を務めた。2009年4月に中山竹通の後任として愛知製鋼陸上競技部監督に就任。在任中の2015年に、「これから日本が世界で戦える競技は男子競歩」と会社に進言し、競歩選手の採用を開始。外部から競歩専門の内田隆幸コーチを招聘し、西塔拓己、丸尾知司、世界陸上金メダルの山西利和らを指導した。2022年4月に監督を退任しアドバイザーに就任。
長女の光代もサニックスで陸上競技をしていたが、同社の女子陸上部はリストラで2007年3月31日に廃止された。

## マラソン成績
- 自己最高記録…2時間07分35秒（1986年10月、北京国際マラソン優勝時）

| 年月    | 大会名                            | タイム    | 順位 | 備考                                                                    |
| ------- | --------------------------------- | --------- | ---- | ----------------------------------------------------------------------- |
| 1982.03 | 延岡マラソン                      | 2：20：56 | 4位  |                                                                         |
| 1982.12 | 福岡国際マラソン                  | 2：16：20 | 16位 |                                                                         |
| 1983.02 | 別府大分毎日マラソン              | 2：18：48 | 7位  |                                                                         |
| 1983.12 | 福岡国際マラソン                  | 2：12：51 | 10位 |                                                                         |
| 1984.12 | 福岡国際マラソン                  | 2：10：36 | 2位  |                                                                         |
| 1985.04 | ワールドカップマラソン 広島大会   | 2：16：51 | 52位 |                                                                         |
| 1985.12 | 福岡国際マラソン                  | 2：19：14 | 28位 |                                                                         |
| 1986.02 | 別府大分毎日マラソン              | 2：10：34 | 優勝 |                                                                         |
| 1986.10 | 北京国際マラソン                  | 2：07：35 | 優勝 | 史上3人目の7分台。当時世界歴代3位、アジア新記録、日本新記録、大会新記録 |
| 1987.04 | ワールドカップマラソン ソウル大会 | 2：11：23 | 2位  |                                                                         |
| 1987.12 | 福岡国際マラソン                  | 2：16：49 | 31位 |                                                                         |
| 1988.08 | 北海道マラソン                    | 2：20：55 | 2位  |                                                                         |
| 1988.12 | 福岡国際マラソン                  | 2：11：38 | 4位  |                                                                         |
| 1989.03 | ロサンゼルスマラソン              | 2：17：14 | 6位  |                                                                         |
| 1990.08 | モスクワマラソン                  | 2：17：36 | 7位  |                                                                         |
| 1991.02 | 別府大分毎日マラソン              | 2：12：09 | 5位  |                                                                         |
| 1991.10 | 北京国際マラソン                  | 2：13：07 | 2位  |                                                                         |
| 1991.12 | 防府マラソン                      | 2：13：58 | 2位  |                                                                         |
| 1992.04 | ロッテルダムマラソン              | 2：13：51 | 9位  |                                                                         |
| 1994.02 | 東京国際マラソン                  | 2：15：56 | 15位 |                                                                         |
| 1994.09 | オスロマラソン                    | 2：25：16 | 優勝 |                                                                         |
| 1996.12 | 福岡国際マラソン                  | 2：29：02 | 78位 |                                                                         |